# Gastrolith

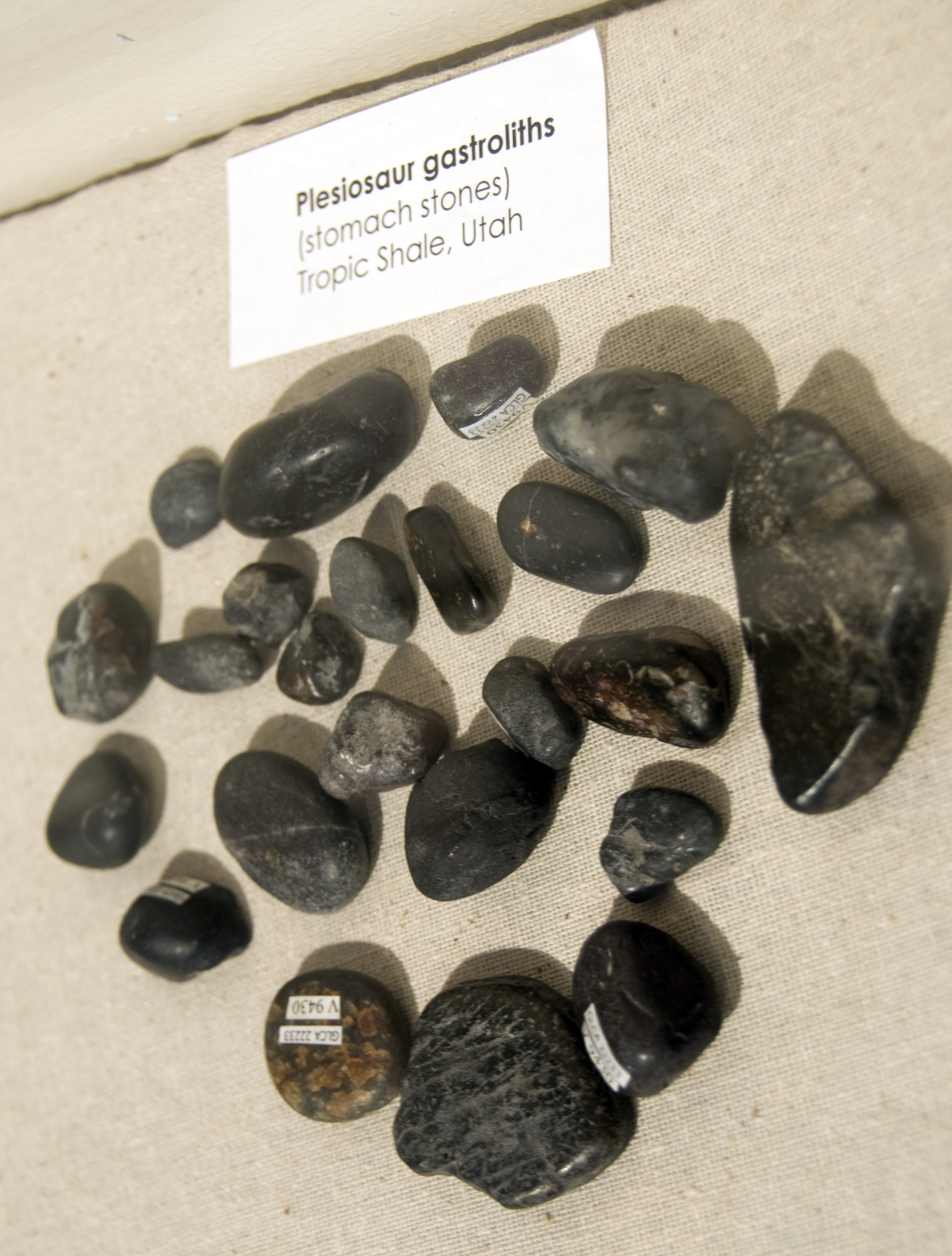
Gastrolithen von Plesiosauriern

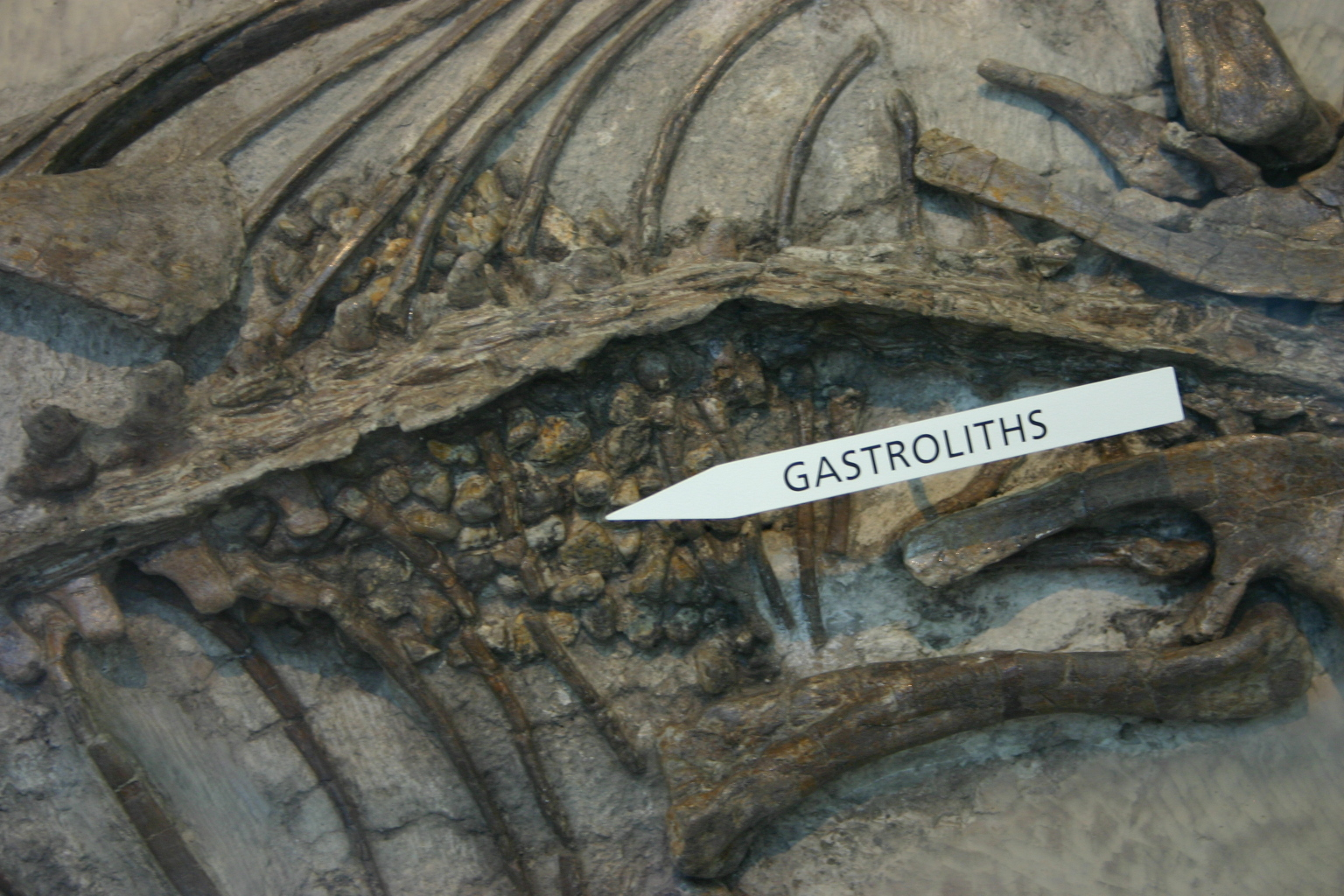
Gastrolithen in der Magengegend eines Psittacosaurus

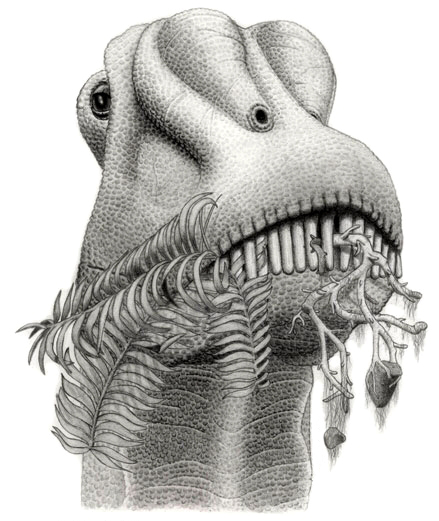
Ein Diplodocide nimmt Steine beim Verzehr eines Palmfarnes (Cycadophyta) auf.

Gastrolithen (altgriechisch γαστήρ gaster ‚Bauch‘, ‚Magen‘ und λίθος lithos ‚Stein‘) oder Magensteine sind harte Objekte im Verdauungstrakt von Tieren. Im engeren Sinne bezeichnen Gastrolithen Steine, die von Wirbeltieren verschluckt wurden und sich im Magen befinden oder befanden. Tiere, die Steine aufnehmen, werden auch als Lithophagen („Steinfresser“) bezeichnet.
Unter heute lebenden Tieren ist das Verhalten, Steine zu verschlucken (Lithophagie), vor allem von Vögeln, Krokodilen und Robben bekannt. Man kennt Fossilien von Dinosauriern wie den Sauropoden oder anderen Reptilien wie den Tangasauriden aus dem Perm, fossilen Krokodilen und Plesiosauriern, bei denen sich im Bauchbereich des Skelettes Magensteine finden.
Die Funktion der Steine ist bisher nur bei pflanzenfressenden (herbivoren) Vögeln vollständig geklärt. Bei ihnen dienen die verschluckten Steinchen, die auch als „Grit“ oder „Waidkörner“ bezeichnet werden, im Muskelmagen (Ventriculus) zur Zerkleinerung der Nahrung. Das Steinauerhuhn beispielsweise ist zwingend auf Gastrolithen angewiesen und bereits Dunenjunge nehmen diese auf. Das Steinauerhuhn ernährt sich im Winterhalbjahr überwiegend von den knospenbestandenen Endtrieben der Lärche. Diese Endtriebe haben eine dicke Rinden- und Kambiumschicht. Bei der primären Bearbeitung dieser Endtriebe im Magen werden mit Hilfe der Gastrolithen diese Schichten abgerieben, so dass von den drei bis fünf Millimeter dicken Knospen nur das Mark des Stängels in einer Stärke von etwa einem Millimeter übrigbleibt. Bei im Wasser lebenden (aquatischen) Tieren, die keinen sehr muskulösen Magen besitzen, wird diskutiert, ob Magensteine auch als Ballast dienen könnten. Vielleicht sind die meisten Steine auch nur versehentlich mit der Nahrung verschluckt worden.
Als „Gastrolithen“ werden auch im Inneren von Krebstieren gebildete kalkige Mineralkrusten oder Konkretionen, so genannte Krebsaugen, bezeichnet, die als Zwischenspeicher für die bei der Häutung benötigten Mineralstoffe dienen.
In der Veterinärmedizin versteht man unter dem Begriff pathologische, also krankhafte, Konkretionen, die aus Nahrungsresten und Magensäften im Magen von pflanzenfressenden Säugetieren entstanden sind. Diese Objekte werden auch Bezoare genannt.